# Четвёртый крестовый поход

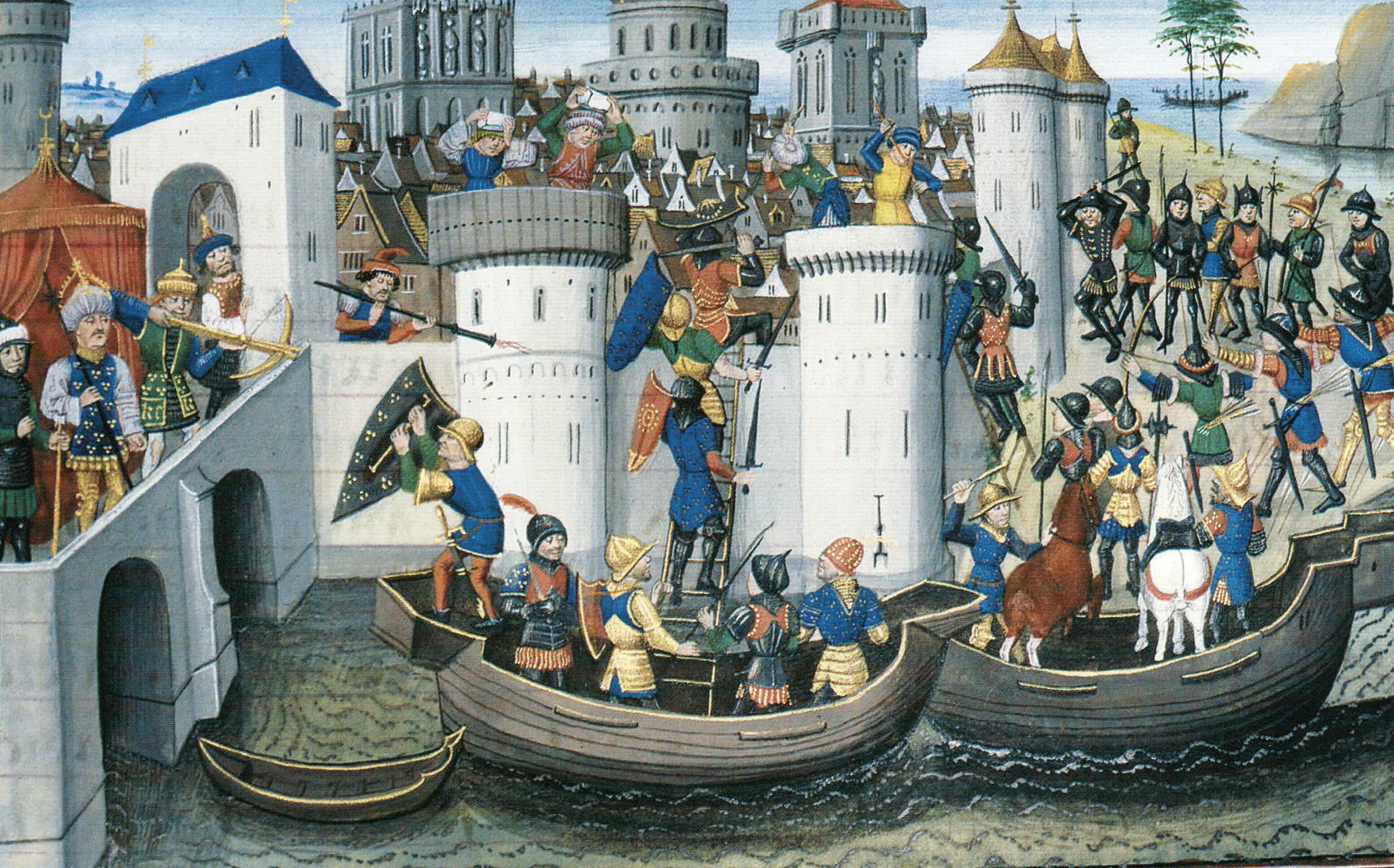
Осада Константинополя крестоносцами (1204). Миниатюра из «Хроники императоров» Давида Обера. 1470-е годы

Четвёртый кресто́вый похо́д — крестовый поход в 1202—1204 годах. В конце XII века за организацию нового похода на Восток взялся папа Иннокентий III.
Изначально крестоносцы намеревались направиться через море в Египет. Для этого они наняли корабли у «Королевы морей» — Венеции, — намереваясь собраться на одном из её островов. Венецианский правитель (в то время именуемый дожем) Энрико Дандоло потребовал за перевозку огромную сумму — 85 тысяч марок (более 20 тонн) серебром. Крестоносцы явились в назначенный срок не в полном составе и не смогли собрать такую сумму. Венеция в это время вела ожесточённую борьбу с Византийской империей за первенство в торговле с восточными странами. Венецианские купцы давно мечтали нанести византийцам удар, от которого те не смогли бы оправиться. Они решили использовать для этого военные силы крестоносцев, рассмотрев их услуги в военном ремесле в счёт уплаты долга за простой кораблей. Правитель Венеции уговорил рыцарей вмешаться во внутренние дела Византии, где в это время шла острая борьба за императорский престол.
В 1204 году «освободители Гроба Господня» штурмом овладели византийской столицей. Ворвавшись в христианский Константинополь, рыцари стали грабить и разрушать дворцы и храмы, дома и склады. В огне пожаров погибли хранилища древних рукописей, ценнейшие произведения искусства. Крестоносцы разграбили храм Святой Софии. Пришедшие с ними священнослужители вывезли в европейские церкви и монастыри множество реликвий; погибли многие христиане-горожане.

## Краткое описание

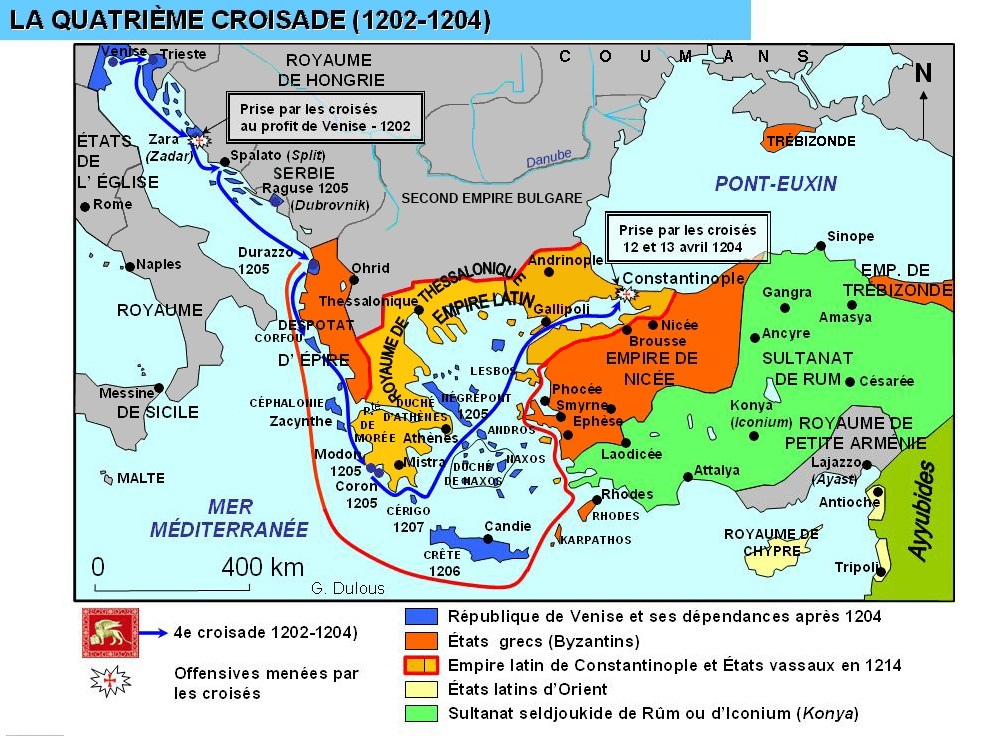
Четвёртый крестовый поход

По первоначальной договорённости венецианцы обязались доставить французских крестоносцев по морю к берегам Святой земли и обеспечить их оружием и провиантом. Из ожидавшихся 30 тысяч французских воинов в Венецию прибыло только 12 тысяч, которые из-за малочисленности не могли оплатить зафрахтованные корабли и снаряжение. Тогда венецианцы предложили, чтобы в качестве платы французы оказали им помощь в нападении на подвластный венгерскому королю портовый город Задар в Далмации, который был главным соперником Венеции на Адриатике. Первоначальный план — использовать Египет в качестве плацдарма для нападения на Палестину — был на время отложен. Узнав о планах венецианцев, папа запретил поход, однако экспедиция состоялась и стоила её участникам отлучения от церкви. В ноябре 1202 года объединённая армия венецианцев и французов обрушилась на Задар и основательно его разграбила.
После этого венецианцы предложили французам ещё раз отклониться от маршрута и повернуть против Константинополя, с тем чтобы восстановить на троне свергнутого византийского императора Исаака II Ангела. Смещённый с престола и ослеплённый своим братом Алексеем, он сидел в Константинопольской тюрьме, в то время как его сын — тоже Алексей — обивал пороги европейских властителей, пытаясь склонить их к походу на Константинополь, и раздавал обещания о щедром вознаграждении. Поверили посулам и крестоносцы, думая, что в благодарность император даст им денег, людей и снаряжение для экспедиции в Египет. Не обращая внимания на запрет Папы, крестоносцы прибыли к стенам Константинополя, взяли город и вернули Исааку трон. Однако, вопрос о выплате обещанного вознаграждения повис в воздухе — восстановленный император «передумал», а после того, как в Константинополе произошло восстание и императора с сыном сместили, надежды на компенсацию и вовсе растаяли. Тогда крестоносцы обиделись. По свидетельствам участников похода, маркграф Бонифаций, стоя под стенами города, передал императору послание: «Мы тебя из дыры достали, в дыру же и засунем». Крестоносцы захватили Константинополь во второй раз, и теперь уже грабили его в течение трёх дней. Уничтожались величайшие культурные ценности, было расхищено множество христианских реликвий. На месте Византийской была создана Латинская империя, на трон которой был посажен граф Балдуин IX Фландрский.
Просуществовавшая до 1261 года империя из всех византийских земель включала лишь Фракию и Грецию, где французские рыцари получили в награду феодальные уделы. Венецианцы же владели константинопольской гаванью с правом взимать пошлины и добились торговой монополии в пределах Латинской империи и на островах Эгейского моря. Тем самым они выиграли от Крестового похода больше всех. До Святой земли его участники так и не добрались. Папа пытался извлечь из сложившейся ситуации собственные выгоды — он снял с крестоносцев отлучение от церкви и принял империю под своё покровительство, надеясь укрепить союз греческой и католической церквей, но союз этот оказался непрочным, а существование Латинской империи повлекло за собой углубление раскола.

## Подготовка к походу
В 1198 году христиане предприняли несколько неудачных попыток отвоевать Иерусалим. Иннокентий III хотел стать во главе крестового похода и тем самым восстановить авторитет Римской католической церкви, который был подорван Германией. Разослав легатов во все католические страны с требованием отдать сороковую часть имущества на новый поход, Папа начал сбор средств (в том же 1198 году).
Иннокентий III (папа Римский) в послании о крестовом походе обещал всем рыцарям, которые будут участвовать в войне за Святую землю, освобождение от налоговой повинности, списание всех долгов, сохранность и неприкосновенность имущества, новые земли. Это послание привлекло огромное количество бедняков и должников, которые планировали поправить своё положение за счёт похода.
Однако крупное рыцарство и короли не спешили участвовать в походе, так как многие были заняты локальными войнами. На рыцарские турниры и собрания церковь посылала священников, которые убеждали воинов помочь освободить Святую землю. Самым известным таким проповедником был Фулько Нёльи, который привлёк к походу 200 000 воинов и собрал огромные денежные средства.

## Осада Задара (Зары)
Предводители крестоносцев, собравшихся к лету 1200 года во Франции, обратились к Венеции, располагавшей в то время лучшим военным и транспортным флотом, с просьбой перевезти их армию в Египет. В 1201 году дож Венеции Энрико Дандоло подписал с послами крестоносцев договор, по которому Венеция присоединялась к участию в крестовом походе, и обязывалась перевезти 4500 рыцарей, 9000 оруженосцев и 20 000 пехотинцев при условии уплаты 85 тысяч марок серебром. В июне 1202 года корабли уже были готовы, но лишь треть «пилигримов» прибыла в Венецию. Другие отправились через Фландрию, Марсель, Апулию или задерживались в пути. Вожди похода, даже продав свои драгоценности и отдав наличные средства, смогли собрать лишь часть суммы, которую необходимо было внести целиком. Блокированные на острове Лидо, воины Христовы нуждались во всем необходимом и начали роптать, поход был под угрозой срыва. Тогда дож предложил предводителю похода монферратскому маркизу Бонифацию отсрочку при условии, что воины помогут Венеции овладеть далматинским портом Задаром (во времена IV крестового похода Задар был крупным городом-портом и торговым центром на восточном побережье Адриатики, соперником Венеции), незадолго перед тем передавшимся под власть венгерского короля, тоже давшего обет пойти в крестовый поход. Несмотря на запрет папы поднимать оружие против христиан и на протест части знатных и рядовых «пилигримов», покинувших затем лагерь и вернувшихся на родину или продолживших путь в Палестину самостоятельно (среди них был, например, Симон де Монфор, 5-й граф Лестер, будущий предводитель крестового похода против альбигойцев), князья уступили требованию Венеции, и после ожесточённой двухнедельной осады 24 ноября 1202 года Задар был взят штурмом и разграблен. К этому времени было уже слишком поздно предпринимать заморскую переправу, и экспедиция перезимовала в Задаре. Через три дня между франками и венецианцами разразилась настоящая война, повлёкшая за собой много жертв. Лидерам похода с огромным трудом удалось прекратить этот конфликт.
Папа Иннокентий III отлучил всех участников разграбления христианского Задара от Церкви, но вскоре по политическим мотивам сменил гнев на милость, формально оставив в силе отлучение венецианцев — инициаторов вероломного захвата, и разрешив крестоносцам в дальнейшем пользоваться венецианским флотом для отправки своих отрядов на завоевание Константинополя.

## Взятие Константинополя

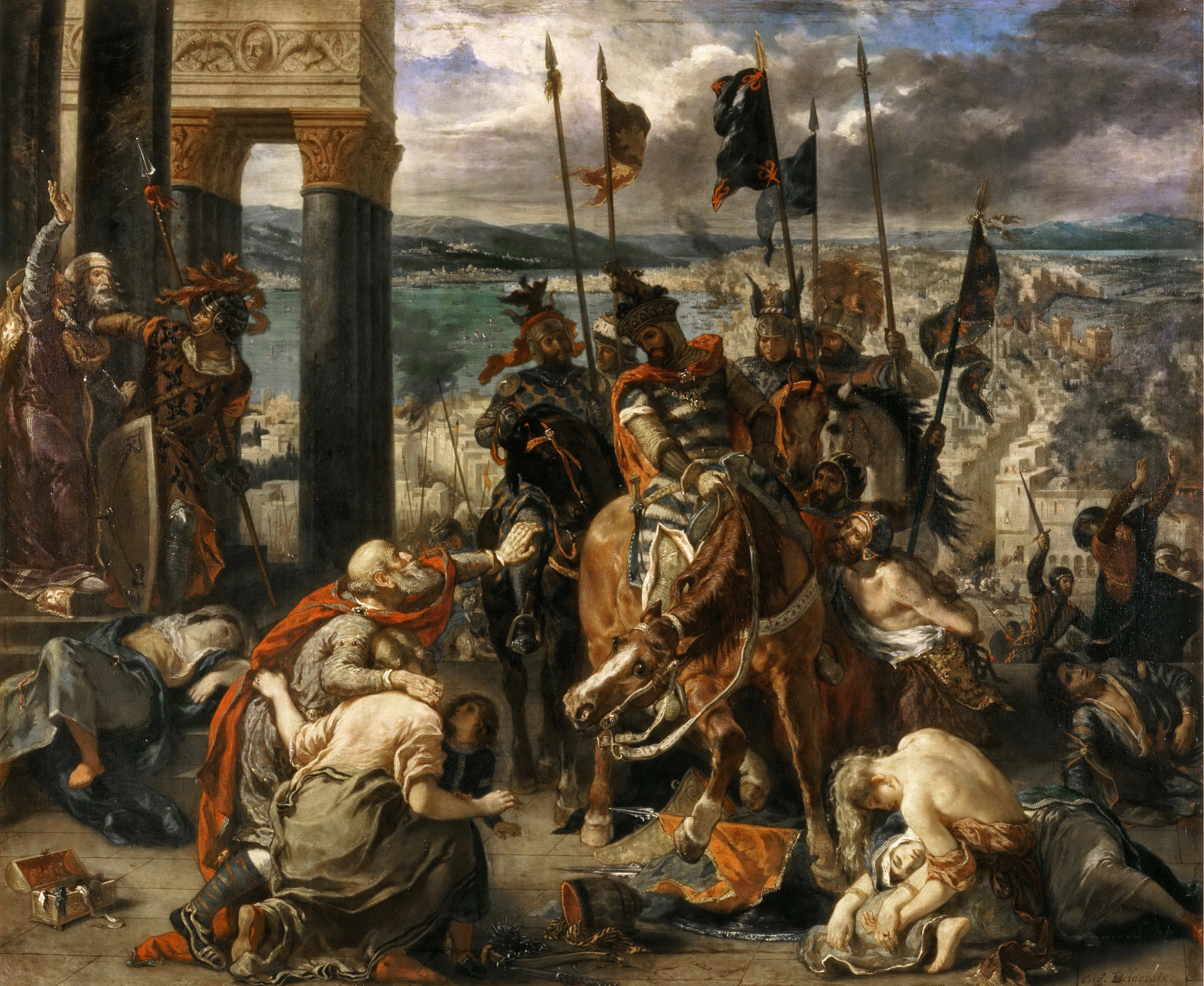
Эжен Делакруа. Взятие Константинополя крестоносцами. 1840 г.

Организаторы Четвёртого крестового похода, которых объединял и вдохновлял папа Иннокентий III, вначале приложили немало усилий, чтобы укрепить религиозный пыл крестоносцев, напомнить им об их исторической миссии освобождения Святой земли. Иннокентий III направил послание византийскому императору, побуждая его к участию в походе и одновременно напоминая о необходимости восстановления церковной унии. Очевидно, что этот вопрос был главным для Иннокентия III, который вряд ли мог рассчитывать на участие византийского войска в крестовом походе, затеваемом римско-католической церковью. Император отверг предложения папы, отношения между ними стали крайне напряженными. Неприязнь папы к Византии в немалой степени предопределила превращение византийской столицы в цель похода крестоносного воинства..

Существует также иная версия событий ().
Осенью 1202 года крестоносцы направились к принадлежавшему в то время Венгрии крупному торговому городу на восточном побережье Адриатического моря — Задару. Захватив и разорив его, крестоносцы, в частности, уплатили таким образом часть долга венецианцам, заинтересованным в установлении своего господства в этом важном районе. Завоевание и разгром большого христианского города стали подготовкой к дальнейшему изменению целей крестового похода, поскольку не только папа римский, но и французские и немецкие феодалы в это время тайно вынашивали план направить крестоносцев против Византии. Задар стал своеобразной репетицией похода на Константинополь. Постепенно возникло и идеологическое обоснование такого похода. Руководители крестоносцев всё настойчивее вели разговоры, что их неудачи объясняются действиями Византии. Византийцев обвиняли, что они не только не помогают воинам Креста, но даже проводят враждебную политику по отношению к государствам крестоносцев, заключая направленные против них союзы с правителями турок-сельджуков Малой Азии. Эти настроения подогревали венецианские купцы, ибо Венеция была торговой соперницей Византии. Ко всему этому добавлялись воспоминания о резне латинян в Константинополе. Большую роль сыграло и стремление крестоносцев к огромной добыче, которую сулил захват византийской столицы.
О богатстве Константинополя в ту пору ходили легенды. Такие рассказы разжигали воображение и страсть к наживе, которой так отличались воины крестоносных армий.
Первоначальный план Четвёртого крестового похода, предусматривавший организацию морской экспедиции на венецианских судах в Египет, был изменён: крестоносное войско должно было двинуться к столице Византии. Был найден и подходящий предлог для нападения на Константинополь. Там произошёл очередной дворцовый переворот, в результате которого император Исаак II из династии Ангелов, правившей империей с 1185 года, в 1195 году был свергнут с престола, ослеплён и брошен в темницу. Его сын Алексей обратился за помощью к крестоносцам. В апреле 1203 года он заключил договор с предводителями крестоносцев на острове Корфу, посулив им крупное денежное вознаграждение. В результате крестоносцы отправились к Константинополю в роли борцов за восстановление власти законного императора.
В июне 1203 года к византийской столице подошли суда с крестоносным воинством. Положение города было крайне тяжёлым, ибо главного средства обороны, которое многократно спасало ранее,— флота у византийцев теперь почти не было. Заключив в 1187 году союз с Венецией, византийские императоры свели свои военные силы на море до минимума, полагаясь на союзников. Это была одна из ошибок, которые решили судьбу Константинополя. Оставалось полагаться только на крепостные стены. 23 июня корабли венецианцев с крестоносцами на борту появились на рейде. Император Алексей III, брат низложенного Исаака II, попытался организовать оборону со стороны моря, но суда крестоносцев прорвались через цепь, закрывавшую вход в Золотой Рог. 5 июля венецианские галеры вошли в бухту, рыцари высадились на берег и стали лагерем у Влахернского дворца, который находился в северо-западной части города. 17 июля войска Алексея III практически капитулировали перед крестоносцами после захвата ими двух десятков башен на крепостных стенах.
За этим последовало бегство Алексея III из Константинополя. Тогда горожане освободили низложенного Исаака II из тюрьмы и провозгласили его императором. Это отнюдь не устраивало крестоносцев, ибо они тогда теряли огромные деньги, обещанные им сыном Исаака, Алексеем. Под давлением крестоносцев Алексей был объявлен императором, и около пяти месяцев продолжалось совместное правление отца и сына. Алексей прилагал все усилия, чтобы собрать нужную для расплаты с крестоносцами сумму, так что население невероятно страдало от поборов.
Положение в столице делалось все более напряжённым. Вымогательства крестоносцев усилили вражду между греками и латинянами, императора ненавидели почти все горожане. Появились признаки зреющего мятежа. В январе 1204 года простой люд Константинополя, собравшийся огромными толпами на площадях, стал требовать избрания нового императора. Исаак II обратился за помощью к крестоносцам, но его намерения выдал народу один из сановников — Алексей Мурзуфл. В городе начался бунт, который закончился избранием Алексея Мурзуфла императором. По мнению предводителей крестоносцев, наступил удачный момент для захвата византийской столицы.
Стоя лагерем в одном из предместий Константинополя, крестоносцы более полугода не только оказывали воздействие на жизнь столицы империи, но и все более распалялись при виде её богатств. Представление об этом дают слова одного из участников этого похода крестоносцев, амьенского рыцаря Робера де Клари — автора мемуаров под названием «Завоевание Константинополя». «Там было, — писал он, — такое изобилие богатств, так много золотой и серебряной утвари, так много драгоценных камней, что казалось поистине чудом, как свезено сюда такое великолепное богатство. Со дня сотворения мира не видано и не собрано было подобных сокровищ, столь великолепных и драгоценных… И в сорока богатейших городах земли, я полагаю, не было столько богатств, сколько их было в Константинополе!» Лакомая добыча дразнила аппетиты крестоносных воинов. Грабительские рейды их отрядов в город приносили его жителям немалые тяготы, церкви стали утрачивать часть своих сокровищ. Но самое страшное для города время наступило в начале весны 1204 года, когда предводители крестоносцев и представители Венеции заключили договор о разделе территорий Византии, который предусматривал и захват её столицы.
Крестоносцы решили штурмовать город со стороны Золотого Рога, у Влахернского дворца. Католические священники, состоявшие при войсках крестоносцев, всячески поддерживали их боевой дух. Они с готовностью отпускали грехи всем желавшим того участникам предстоящего штурма, внушая воинам мысль о богоугодности захвата Константинополя.
Вначале были засыпаны рвы перед крепостными стенами, после чего рыцари пошли на приступ. Византийские воины отчаянно сопротивлялись, но всё же 9 апреля крестоносцам удалось ворваться в Константинополь. Однако они не сумели закрепиться в городе, и 12 апреля атака возобновилась. С помощью штурмовых лестниц передовая группа атакующих взобралась на крепостную стену. Другая группа сделала пролом на одном из участков стены, а затем разбила несколько крепостных ворот, действуя уже изнутри. В городе начался пожар, погубивший две трети зданий. Сопротивление византийцев было сломлено, Алексей Мурзуфл бежал. Правда, весь день на улицах шли кровопролитные схватки. Утром 13 апреля 1204 года в Константинополь вступил глава крестоносного войска итальянский князь Бонифаций Монферратский.
Город-крепость, устоявший перед натиском многих могучих врагов, был впервые захвачен неприятелем. То, что оказалось не под силу полчищам персов, аваров и арабов, удалось рыцарскому войску, насчитывавшему не более 20 тысяч человек. Один из участников похода крестоносцев француз Жоффруа де Виллардуэн, автор ценимой исследователями «Истории захвата Константинополя», считал, что соотношение сил осаждавших и осаждённых составляло 1 к 200. Он выражал удивление победой крестоносцев, подчёркивая, что никогда ещё горсточка воинов не осаждала город с таким множеством защитников. Лёгкость, с которой крестоносцы овладели огромным, хорошо укреплённым городом, была результатом острейшего социально-политического кризиса, который переживала в тот момент Византийская империя. Немалую роль сыграло и то обстоятельство, что часть византийской аристократии и купечества была заинтересована в торговых связях с латинянами. Иными словами, в Константинополе существовала своеобразная «пятая колонна».

### Позиция Папы
Узнав, что крестоносцы направляются в Константинополь, Папа Иннокентий III пришел в ярость. Он отправил предводителям похода послание, в котором напоминал об их обете освободить Святую землю и прямо запрещал идти в столицу Византии. Они проигнорировали его, а в мае 1204 года отправили Иннокентию ответное письмо, в котором сообщали, что Константинополь захвачен, и предлагали Папе пересмотреть свою позицию и признать завоевание византийской столицы даром Божьим. Иннокентий получал также сообщения о зверствах и осквернении храмов во время грабежа города, но очевидно не придал им значения. Он признал свершившийся факт и благословил его, согласившись с тем, что Балдуин — законный император, а Морозини — законный патриарх.

## Латинская империя
Более полувека древний город на босфорском мысу находился во власти крестоносцев. 16 мая 1204 года в храме св. Софии фландрский граф Балдуин был торжественно коронован в качестве первого императора новой империи, которую современники называли не Латинской, а Константинопольской империей, или Романией. Считая себя преемниками византийских императоров, её правители сохранили многое из этикета и церемониала дворцовой жизни. Но к грекам император относился с крайним пренебрежением.
В новом государстве, территория которого на первых порах ограничивалась столицей, вскоре начались распри. Разноязыкое рыцарское воинство только во время захвата и грабежа города действовало согласованно. Теперь же прежнее единство было забыто. Дело едва не доходило до открытых столкновений между императором и некоторыми предводителями крестоносцев. К этому добавились конфликты с византийцами из-за дележа византийских земель. В результате латинским императорам пришлось менять тактику. Уже Генрих Геннегауский (1206—1216) стал искать опору в старой византийской знати, допустил её к управлению государством. Некоторые византийцы стали его приближенными. Большого успеха достиг византийский архонт Феодор Врана, который с согласия латинского императора стал управлять вошедшими в состав Латинской империи Адрианополем и Дидимотихом.
В Латинской империи была сохранена православная церковь. Большинство храмов в Константинополе принадлежало православным. При императоре Генрихе I было введено равное налогообложение для православной и католической церквей. В 1213 году латинский император защитил православных от принудительного обращения в унию, которое попытался провести кардинал Пелагий. Желая сгладить конфликт, связанный с тем, что часть земель византийской православной церкви присвоили себе светские сеньоры, латинский император Генрих I уступил духовенству 1/15 земель и доходов государства вне Константинополя. Однако католическая церковь в Латинской империи имела больше привилегий, чем православная.
Большое влияние на землях Латинской империи получили венецианцы. Территории, подчинённые Венеции и вовлечённые в её торговые связи, развивались лучше остальных земель данной империи. Тем не менее, условия жизни для византийского населения на венецианских территориях были значительно хуже, чем на императорских, из-за массовой эксплуатации, которой венецианцы подвергли свои земли в Латинской империи. В руки венецианцев перешла значительная часть Константинополя — три квартала из восьми. Венецианцы имели в городе свой судебный аппарат. Они составляли половину совета императорской курии. Венецианцам досталась огромная часть добычи после ограбления города.
Множество ценностей было вывезено в Венецию, a часть богатств стала фундаментом той огромной политической власти и торгового могущества, которые приобрела венецианская колония в Константинополе. Некоторые историки не без оснований пишут, что после катастрофы 1204 года образовались фактически две империи — Латинская и Венецианская. Действительно, в руки венецианцев перешла не только часть столицы, но и земли во Фракии и на побережье Пропонтиды. Территориальные приобретения венецианцев за пределами Константинополя были невелики в сравнении с их планами в начале Четвёртого крестового похода, но это не помешало венецианским дожам впредь пышно именовать себя «властителями четверти и получетверти Византийской империи». Впрочем, господство венецианцев в торгово-экономической жизни Константинополя (они завладели, в частности, всеми важнейшими причалами на берегах Босфора и Золотого Рога) оказалось едва ли не более важным, чем территориальные приобретения. Обосновавшись в Константинополе как хозяева, венецианцы усилили своё торговое влияние на всей территории павшей Византийской империи.
Столица Латинской империи в течение нескольких десятилетий была местом пребывания самых знатных феодалов. Константинопольские дворцы они предпочитали своим замкам в Европе. Знать империи быстро освоилась с византийской роскошью, переняла привычку к постоянным празднествам и весёлым застольям. Потребительский характер жизни Константинополя при латинянах стал ещё более ярко выраженным. Крестоносцы пришли в эти края с мечом и за полвека своего владычества так и не научились созидать. Империя существовала в условиях постоянных войн с бывшими землями Византии и соседними государствами. Финансовое состояние этого государства крестоносцев было достаточно плохим на протяжении долгого времени. В середине XIII века Латинская империя пришла в полный упадок и утратила многие византийские земли, сократившись до Константинополя и его окрестностей.

## Результаты Четвёртого крестового похода

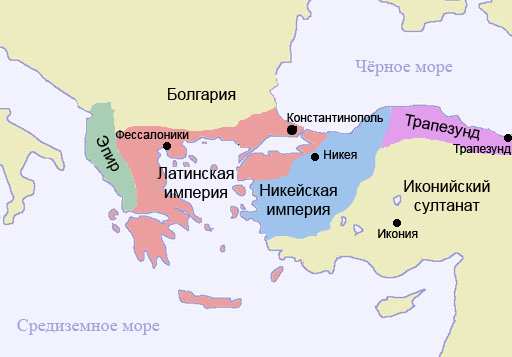
Латинская империя и окружающие территории

Четвёртый крестовый поход, превратившийся из «пути ко Гробу Господню» в венецианское коммерческое предприятие, приведшее к разграблению Константинополя латинянами, обозначил глубокий кризис крестоносного движения. Итогом этого похода стал окончательный раскол западного и византийского христианства. Многие называют Четвёртый крестовый поход «проклятым», так как крестоносцы, клявшиеся вернуть Святую Землю в лоно христианства, превратились в бесчестных наёмников, охотившихся лишь за лёгкой наживой.
Разграбив богатейший и крупнейший город Европы, они не пошли на Иерусалим, а обосновались на территории Византии, создав собственное государство со столицей в Константинополе — Латинскую империю.
Собственно Византия после этого похода перестала существовать как государство более чем на 50 лет; на месте бывшей империи были созданы Латинская империя, Никейская империя, Эпирский деспотат и Трапезундская империя, а также Королевство Фессалоники, Герцогство Афинское, Княжество Ахейское, Сеньория Негропонта. Венецианцы основали герцогство Архипелага (или герцогство Наксос). Часть бывших имперских земель в Малой Азии были захвачены сельджуками, на Балканах — Сербией, Болгарией и Венецией. Лишь в 1261 году Латинская империя пала, и Византия была восстановлена как православная монархия, но уже никогда не смогла достичь прежнего могущества.